# Золота дзиґа (2-га церемонія вручення)
2-га церемонія вручення нагород національної кінопремії «Золота дзиґа» Української кіноакадемії за професійні досягнення у розвитку українського кіно за 2017 рік відбулася 20 квітня 2018 року в КВЦ «Парковий» у Києві. Ведучими церемонії були Ахтем Сеітаблаєв та Василіса Фролова. Почесним гостем церемонії став Даріуш Яблонський — польський кінорежисер, продюсер та сценарист, член Європейської кіноакадемії, голова Європейського клубу продюсерів, ініціатор створення Польської кіноакадемії, Польської національної кінопремії «Орли» та засновник Незалежної кінофундації.
Премію за внесок у розвиток українського кіно отримав режисер, сценарист, педагог В'ячеслав Криштофович.

## Перебіг церемонії
Про дату проведення 2-ї церемонії вручення кінопремії Золота дзиґа було оголошено на презентації Української кіноакадемії в рамках 8-го Одеського міжнародного кінофестивалю. Було також повідомлено, що 2018 року до 14 номінацій буде додано ще чотири — «Найкращий художник із гриму», «Найкращий художник з костюмів», «Найкращий звукорежисер», а також буде вручено глядацьку «Золоту дзиґу», переможець якої визначається за результатами опитування глядачів.
22 січня 2018 Українська кіноакадемія оголосила довгий список претендентів на Другу Національну кінопремію «Золота дзиґа», до якого увійшли 59 фільмів. Після голосування членів академії, яке тривало до 26 лютого 2018, був оприлюднений короткий список кіноробіт, до якого увійшло 38 фільмів.
13 лютого 2018 року Українська кіноакадемія оголосила, що премією за внесок у розвиток українського кіно за рішенням керівництва Національної спілки кінематографістів України буде відзначений кінорежисер та сценарист В'ячеслав Криштофович.
27 лютого 2018 року було оголошено, що ведучими 2-ї урочистої церемонію вручення нагород кінопремії «Золота дзиґа» будуть акторка, модель і ведуча Василіса Фролова та режисер і актор Ахтем Сеітаблаєв.
26 березня 2018 року на прес-конференції в київському кінотеатрі «Оскар» Українська кіноакадемія оголосила список номінантів на другу кінопремію «Золота дзиґа». Найбільшу кількість номінацій отримали «Припутні» Аркадія Непиталюка (11), «Кіборги» Ахтема Сеітаблаєва (9), «Стрімголов» Марини Степанської (7) та «Рівень чорного» Валентина Васяновича (6). Цього ж дня розпочалося голосування членів Української кіноакадемії за переможців конкурсу Другої Національної кінопремії, та стартувало онлайн-голосування у номінації «Вибір глядача», в якій представлено топ-10 українських фільмів, що за 2017 рік переглянуло найбільше глядачів; голосування у цій номінації тривало до 16 квітня 2018.

## Статистика
Статистика номінованих фільмів, що потрапили у «короткий список»:
| Тип | Назва фільму                                              | Номінації | Перемоги |
| --- | --------------------------------------------------------- | --------- | -------- |
| п/ф | Припутні                                                  | 11        | 1        |
| п/ф | Кіборги                                                   | 9         | 6        |
| п/ф | Стрімголов                                                | 7         | 3        |
| п/ф | Рівень чорного                                            | 6         | 1        |
| п/ф | DZIDZIO Контрабас                                         | 2         | 1        |
| д/ф | Будинок «Слово»                                           | 2         | 1        |
| д/ф | Діксі Ленд                                                | 2         | —        |
| п/ф | Лагідна                                                   | 2         | 1        |
| к/м | Бузок                                                     | 1         | —        |
| к/м | Випуск'97                                                 | 1         | 1        |
| д/ф | Дельта                                                    | 1         | —        |
| м/ф | Лабіринт                                                  | 1         | —        |
| д/ф | Манливий, солодкий, без меж, або Пісні і танці про смерть | 1         | —        |
| п/ф | Межа                                                      | 1         | —        |
| м/ф | Причинна                                                  | 1         | 1        |
| к/м | Технічна перерва                                          | 1         | —        |
| м/ф | Хроніки одного міста                                      | 1         | —        |
| п/ф | Червоний                                                  | 1         | 1        |
| п/ф | Чужа молитва                                              | 1         | —        |

## Список лауреатів та номінантів
★Переможців виділено окремим кольором.

### Основні категорії
| Категорії                                     | Лауреати та номінанти                                                                                       | Лауреати та номінанти                                    | Лауреати та номінанти            |
| --------------------------------------------- | --- | -------------------------------------------------------- | -------------------------------- |
| Найкращий фільм                               | ★ «Кіборги», реж. Ахтем Сеітаблаєв                                                                          | ★ «Кіборги», реж. Ахтем Сеітаблаєв                       |                                  |
| Найкращий фільм                               | • «DZIDZIO Контрабас», реж. Олег Борщевський                                                                |                                                          |                                  |
| Найкращий фільм                               | • «Припутні», реж. Аркадій Непиталюк                                                                        |                                                          |                                  |
| Найкращий фільм                               | • «Рівень чорного», реж. Валентин Васянович                                                                 |                                                          |                                  |
| Найкращий фільм                               | • «Стрімголов», реж. Марина Степанська                                                                      |                                                          |                                  |
| Найкращий режисер (премія імені Юрія Іллєнка) | | ★ Сергій Лозниця за «Лагідна»                            |                                  |
| Найкращий режисер (премія імені Юрія Іллєнка) | • Валентин Васянович за «Рівень чорного»                                                                    |                                                          |                                  |
| Найкращий режисер (премія імені Юрія Іллєнка) | • Аркадій Непиталюк за «Припутні»                                                                           |                                                          |                                  |
| Найкращий актор                               | | ★ В'ячеслав Довженко за роль «Серпня» у фільмі «Кіборги» |                                  |
| Найкращий актор                               | • Михайло Хома за роль Дзідзьо у фільмі «DZIDZIO Контрабас»                                                 |                                                          |                                  |
| Найкращий актор                               | • Дмитро Хом'як за роль Юрка у фільмі «Припутні»                                                            |                                                          |                                  |
| Найкраща акторка                              | | ★ Дарія Плахтій за роль Каті у фільмі «Стрімголов»       |                                  |
| Найкраща акторка                              | • Олена Узлюк за роль Людки у фільмі «Припутні»                                                             |                                                          |                                  |
| Найкраща акторка                              | • Лілія Яценко за роль Саіде Арифової у фільмі «Чужа молитва»                                               |                                                          |                                  |
| Найкращий актор другого плану                 | | ★ Віктор Жданов за роль «Старого» у фільмі «Кіборги»     |                                  |
| Найкращий актор другого плану                 | • Олег Мосійчук за роль дідуся у фільмі «Стрімголов»                                                        |                                                          |                                  |
| Найкращий актор другого плану                 | • Яків Ткаченко за роль Славіка у фільмі «Припутні»                                                         |                                                          |                                  |
| Найкраща акторка другого плану                | | ★ Ніна Набока за роль баби Зіни у фільмі «Припутні»      |                                  |
| Найкраща акторка другого плану                | • Римма Зюбіна за роль Ганни Дацей у фільмі «Межа»                                                          |                                                          |                                  |
| Найкраща акторка другого плану                | • Лариса Руснак за роль мами у фільмі «Стрімголов»                                                          |                                                          |                                  |
| Найкращий оператор-постановник                | | ★ Валентин Васянович — «Рівень чорного»                  |                                  |
| Найкращий оператор-постановник                | • Юрій Король — «Кіборги»                                                                                   |                                                          |                                  |
| Найкращий оператор-постановник                | • Олександр Рощин — «Припутні»                                                                              |                                                          |                                  |
| Найкращий художник-постановник                | | ★ Шевкет Сейдаметов — «Кіборги»                          |                                  |
| Найкращий художник-постановник                | • Євгенія Лисецька — «Припутні»                                                                             |                                                          |                                  |
| Найкращий художник-постановник                | • Владлен Одуденко — «Рівень чорного»                                                                       |                                                          |                                  |
| Найкращий сценарист                           | | ★ Наталя Ворожбит — «Кіборги»                            |                                  |
| Найкращий сценарист                           | • Валентин Васянович — «Рівень чорного»                                                                     |                                                          |                                  |
| Найкращий сценарист                           | • Сергій Лозниця — «Лагідна»                                                                                |                                                          |                                  |
| Найкращий сценарист                           | • Аркадій Непиталюк, Роман Горбик — «Припутні»                                                              |                                                          |                                  |
| Найкращий композитор                          | | ★ Микита Моісєєв — «Стрімголов»                          |                                  |
| Найкращий композитор                          | • Антон Байбаков — «Діксі Ленд»                                                                             |                                                          |                                  |
| Найкращий композитор                          | • Алла Загайкевич — «Будинок „Слово“»                                                                       |                                                          |                                  |
| Найкращий звукорежисер                        | ★ Сергій Степанський — «Стрімголов»                                                                         | ★ Сергій Степанський — «Стрімголов»                      |                                  |
| Найкращий звукорежисер                        | • Антон Бржестовський — «Кіборги»                                                                           |                                                          |                                  |
| Найкращий звукорежисер                        | • Сергій Степанський — «Рівень чорного»                                                                     |                                                          |                                  |
| Найкращий художник із гриму                   | ★Ліліана Хома — «Кіборги»                                                                                   | ★Ліліана Хома — «Кіборги»                                |                                  |
| Найкращий художник із гриму                   | • Тетяна Герлак — «Припутні»                                                                                |                                                          |                                  |
| Найкращий художник із гриму                   | • Олена Ходос — «Стрімголов»                                                                                |                                                          |                                  |
| Найкращий художник з костюмів                 | ★Світлана Симонович — «Червоний»                                                                            | ★Світлана Симонович — «Червоний»                         | ★Світлана Симонович — «Червоний» |
| Найкращий художник з костюмів                 | • Марина Коломієць — «Припутні»                                                                             |                                                          |                                  |
| Найкращий художник з костюмів                 | • Надія Кудрявцева — «Кіборги»                                                                              |                                                          |                                  |
| Найкращий документальний фільм                | ★ «Будинок „Слово“», реж. Тарас Томенко                                                                     | ★ «Будинок „Слово“», реж. Тарас Томенко                  |                                  |
| Найкращий документальний фільм                | • «Дельта», реж. Олександр Течинський                                                                       |                                                          |                                  |
| Найкращий документальний фільм                | • «Діксі Ленд», реж. Роман Бондарчук                                                                        |                                                          |                                  |
| Найкращий документальний фільм                | • «Манливий, Солодкий, Без Меж або Пісні і Танці про Смерть», реж. Тетяна Ходаківська, Олександр Стеколенко |                                                          |                                  |
| Найкращий анімаційний фільм                   | ★ «Причинна», реж. Андрій Щербак                                                                            | ★ «Причинна», реж. Андрій Щербак                         |                                  |
| Найкращий анімаційний фільм                   | • «Лабіринт», реж. Олександр Колодій, Степан Коваль                                                         |                                                          |                                  |
| Найкращий анімаційний фільм                   | • «Хроніки одного міста», реж. Євген Сивокінь                                                               |                                                          |                                  |
| Найкращий ігровий короткометражний фільм      | ★ «Випуск'97», реж. Павло Остріков                                                                          | ★ «Випуск'97», реж. Павло Остріков                       |                                  |
| Найкращий ігровий короткометражний фільм      | • «Бузок», реж. Катерина Горностай                                                                          |                                                          |                                  |
| Найкращий ігровий короткометражний фільм      | • «Технічна перерва», реж. Філіп Сотниченко                                                                 |                                                          |                                  |
| Премія глядацьких симпатій                    | ★ «DZIDZIO Контрабас», реж. Олег Борщевський                                                                | ★ «DZIDZIO Контрабас», реж. Олег Борщевський             |                                  |
| Премія глядацьких симпатій                    | • «Ізі», реж. Андреа Маньяні                                                                                |                                                          |                                  |
| Премія глядацьких симпатій                    | • «Інфоголік», реж. Валентин Шпаков, Владислав Климчук                                                      |                                                          |                                  |
| Премія глядацьких симпатій                    | • «Кіборги», реж. Ахтем Сеітаблаєв                                                                          |                                                          |                                  |
| Премія глядацьких симпатій                    | • «Межа», реж. Петер Беб'як                                                                                 |                                                          |                                  |
| Премія глядацьких симпатій                    | • «Мир вашому дому!», реж. Володимир Лерт                                                                   |                                                          |                                  |
| Премія глядацьких симпатій                    | • «Припутні», реж. Аркадій Непиталюк                                                                        |                                                          |                                  |
| Премія глядацьких симпатій                    | • «Сторожова застава», реж. Юрій Ковальов                                                                   |                                                          |                                  |
| Премія глядацьких симпатій                    | • «Червоний», реж. Заза Буадзе                                                                              |                                                          |                                  |
| Премія глядацьких симпатій                    | • «Чужа молитва», реж. Ахтем Сеітаблаєв                                                                     |                                                          |                                  |

### Спеціальні нагороди
| Нагорода                                               | Лауреати | Лауреати                |                         |
| ------------------------------------------------------ | -------- | ----------------------- | ----------------------- |
| Премія за внесок у розвиток українського кінематографа |          | ★ В'ячеслав Криштофович | ★ В'ячеслав Криштофович |

## Матеріали
- Які українські фільми претендують на «Золоту дзиґу» цього року?. Телекритика. 26 березня 2018. Архів оригіналу за 3 жовтня 2018.
- Ярослав Підгора-Гвяздовський. Такий час. Рефлексії щодо номінантів на другий етап голосування «Золотої дзиґи». Детектор медіа. 27 березня 2018. Архів оригіналу за 28 березня 2018.
- «Золота дзиґа 2018»: згадуємо і оцінюємо основних номінантів [Архівовано 18 квітня 2018 у Wayback Machine.] на сайті Телекритика
- Віталій Манський, Давид Черкаський, Дмитро Шуров та інші вручатимуть “Золоту Дзиґу” [Архівовано 20 квітня 2018 у Wayback Machine.] // Офіційний сайт Української кіноакадемії, 17 квітня 2018
- Місце зустрічі змінити не можна: «Дуся» дізналася, як пройшла церемонія нагородження премією «Золота дзиґа» [Архівовано 25 квітня 2018 у Wayback Machine.] // Телекритика, 24 квітня 2018